# Milana Dadásheva
Milana Kamiljánovna Dadásheva (en ruso: Милана Камилхановна Дадашева; Izberbash, 20 de febrero de 1995) es una deportista rusa de origen daguestano que compite en lucha libre.
Ganó tres medallas de bronce en el Campeonato Europeo de Lucha, entre los años 2018 y 2024, en la categoría de 50 kg.

## Palmarés internacional
| Campeonato Europeo | Campeonato Europeo | Campeonato Europeo | Campeonato Europeo |
| Año                | Lugar              | Medalla            | Categoría          |
| ------------------ | ------------------ | ------------------ | ------------------ |
| 2018               | Kaspisk (Rusia)    | Medalla de bronce  | 50 kg              |
| 2020               | Roma (Italia)      | Medalla de bronce  | 50 kg              |
| 2024               | Bucarest (Rumania) | Medalla de bronce  | 50 kg              |